# خطة (شكلة)
الخَطّة (بفتح الخاء) هي تعديل يتكون من خط مرسوم من خلال وحدة خطية. يمكن استخدامها شكلة لاشتقاق أحرف جديدة من الأحرف القديمة، أو ببساطة كإضافة لجعل وحدة خطية أكثر تميزاً عن الأخريات. يمكن أن تأخذ شكل شريط عمودي أو مائل أو مستعرض.